# Teutoniella
Genre
Teutoniella est un genre d'araignées aranéomorphes de la famille des Anapidae.

## Distribution
Les espèces de ce genre se rencontrent au Chili et au Brésil.

## Liste des espèces
Selon World Spider Catalog (version 17.5, 23/11/2016) :
- Teutoniella cekalovici Platnick & Forster, 1986
- Teutoniella plaumanni Brignoli, 1981

## Publication originale
- Brignoli, 1981 : New or interesting Anapidae (Arachnida, Araneae). Revue suisse de Zoologie, vol. 88, p. 109-134 (texte intégral).